# Vanda bensonii
Vanda bensonii là một loài phong lan có ở Assam tới Thái Lan.